# Брейн, Олег
Оле́г Брейн (настоящее имя — Оле́г Серге́евич Божинский (укр. Олег Сергійович Божинський); род. 30 ноября 1990, Одесса, Украинская ССР, СССР) — украинский русскоязычный летсплеер, видеоблогер и стример. Создатель и ведущий собственного YouTube-канала «TheBrainDit».

## Биография
Родился 30 ноября 1990 года в Одессе (Украинская ССР).
Окончив школу, будущий видеоблогер переехал в Киев, где начал зарабатывать на жизнь дубляжом рекламных роликов.
23 сентября 2011 года создал YouTube-канал с названием TheBrainDit. Видео с прохождением разных видеоигр под комментарии быстро принесли Олегу, не раскрывавшему свое лицо, широкую популярность среди геймерской аудитории.
После полномасштабного вторжения России на Украину прекратил выпуск видеороликов на YouTube-канале на время, но после возврaщения 22 апреля в игровом видео по игре Hello Neighbor 2 Beta обратился к украинцам со словами поддержки. Также регулярно занимается сборами в помощь ВСУ в телеграм канале.

## Творчество
Самым первым видео на канале Олега стал обзор на Battlefield 3 Open Beta. Тогда многие лишь догадывались, что он живёт в Украине, поскольку его никнейм в первых видео по Battelfield заканчивался на UA (код Украины). Затем пошли видеопрохождения по игре Rage. И только затем он начал выкладывать видео по прохождению игры «Angry Birds Seasons», которые обычно не набирали миллионы просмотров.
После этого, следующим лестплеем Брейна стала игра The Elder Scrolls V: Skyrim, после которой Олег продолжал делать видео, собиравшие хорошее количество просмотров и подписчиков, которым очень нравился юмор Олега.
Свои первые видео Олег удалил по непонятным причинам, связывающим с началом жесткой политики YouTube по авторским правам.
Также Брейн известен своей длинной чередой развлекательных роликов в игре GTA ONLINE, численность которых превышает более трехсот серий.
Его YouTube канал активен до сих пор, по состоянию на март 2023 года имеет 8,37 млн подписчиков и более 3 млрд просмотров.

## Раскрытие личности
Личность анонимного лестплеера была раскрыта в конце ноября 2016 года, когда хакеры взломали электронную почту его девушки Дарии Рейн и обнаружили там сканы загранпаспортов видеоблогера и его возлюбленной, которые выложили в Интернет, что создало резонанс с 24 ноября 2016 года. Сначала Олег никак не комментировал это событие, но 14 декабря 2016 Олег выложил подкаст 18, где он поблагодарил свою аудиторию за положительную реакцию и поддержку в связи с раскрытием личности.
В мае 2017 года на фестивале ютуберов «ВидеоЖара» наконец-то представился публике, тем самым показав свое лицо. Затем Олег начал записывать видео с веб-камерой.

## Личная жизнь
Летсплеер не желает распространяться про свою личную жизнь. Встречается с Дарьей Рейн, видеоблогером из Киева.

## Награды
- Серебряная кнопка YouTube (2013)[2]
- Золотая кнопка YouTube (2014)[2]
- Победитель в номинации «Лайк за игры» на фестивале «Видфест 2015».[10]